# 貝倫達 (加利福尼亞州)
貝倫達（英語：Berenda）是位於美國加利福尼亞州馬德拉縣的一個非建制地區。該地的面積和人口皆未知。

## 地理
貝倫達的座標為37°02′25″N 120°09′13″W / 37.04028°N 120.15361°W，而該地的平均海拔高度為77米（即253英尺）。